# La Torre (la Torre d'Eroles)
La Torre, és un indret del terme municipal d'Abella de la Conca, al Pallars Jussà, a l'antic poble de la Torre d'Eroles.
Està situat a llevant de la Torre d'Eroles, on hi ha la Font de la Torre, a l'esquerra del riu d'Abella. Actualment és una zona bastant boscosa, però antigament contenia bastants camps de conreu.